# Darryl Powell
Darryl Powell (London, 1971. november 15. –) angol születésű jamaicai válogatott labdarúgó.
A jamaicai válogatott tagjaként részt vett az 1998-as világbajnokságon és a 2000-es CONCACAF-aranykupán.